# Base aérienne de Nur Khan
La base aérienne de Nur Khan (en ourdou : پی اے ایف بیس نور خان), anciennement connue sous le nom de PAF Base Chaklala, est une base militaire majeure de l'Armée de l'air pakistanaise (PAF), située à Chaklala, dans la ville de Rawalpindi, au Pendjab, au Pakistan. La base aérienne de Nur Khan est située sur l’ancien site de l’aéroport international Benazir Bhutto, désormais exclusivement utilisée par l’Armée de l’air pakistanaise. Elle sert dans les opérations de transport militaire, de ravitaillement en vol et de soutien logistique.

## Historique
La base a été établie en 1935 sous le nom de RAF Station Chaklala par la Royal Air Force britannique. Après l'indépendance du Pakistan en 1947, elle a été transférée à la Royal Pakistan Air Force. En 2012, elle a été renommée en l'honneur du maréchal de l'air Nur Khan, deuxième chef de l'état-major de la PAF et figure de l'aviation pakistanaise.

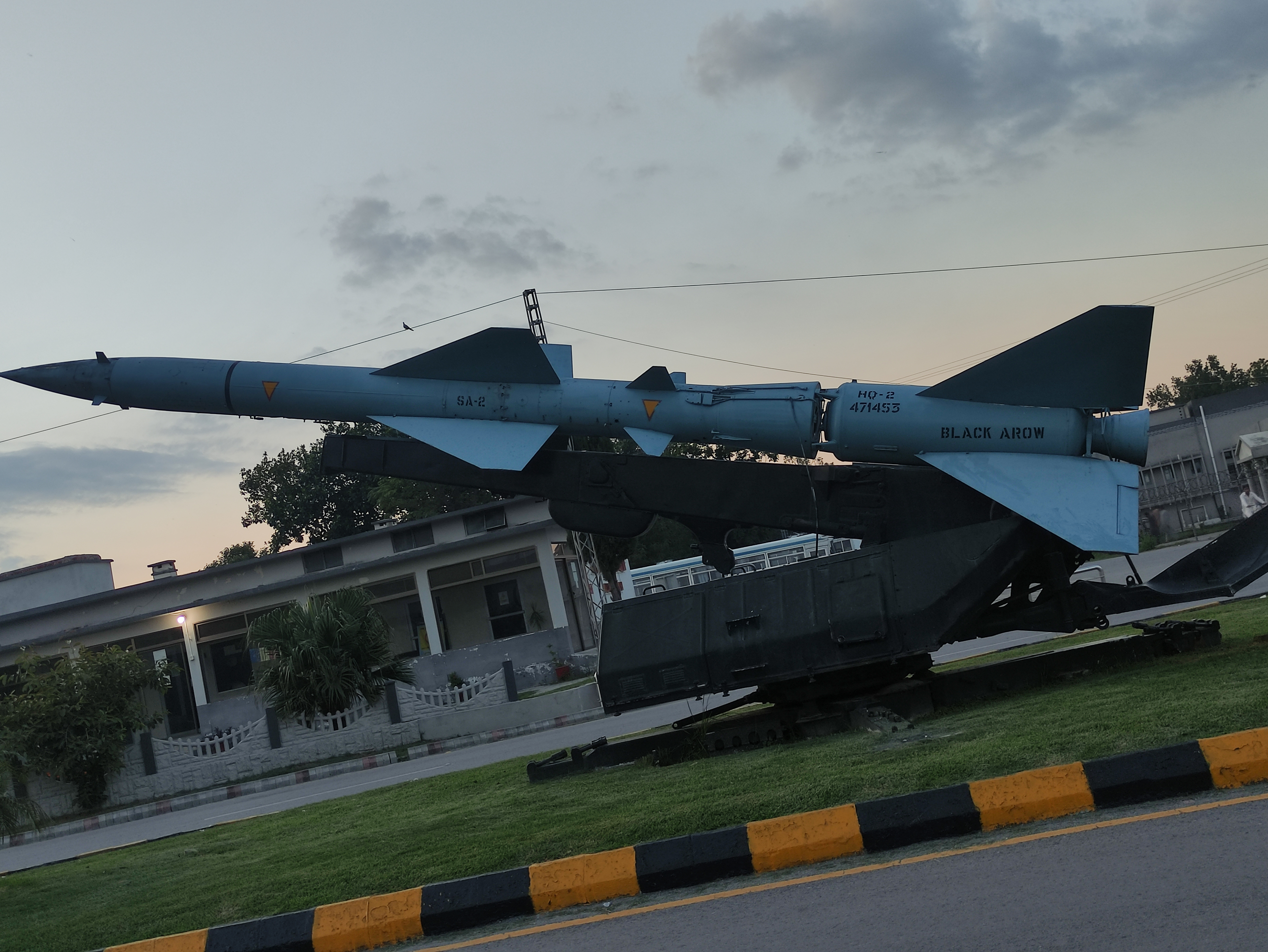
Des batiments de la base.

Au fil des décennies, la base a joué un rôle les guerres indo-pakistanaises de 1965 et 1971[réf. nécessaire], dans les opérations de secours lors du tremblement de terre de 2005, où des troupes et des avions américains ont été déployés à Chaklala pour aider aux efforts humanitaires et dans l'établissement du No. 10 MRTT Squadron en 2009, suite à la livraison du premier avion ravitailleur Il-78 à la base.

## Installations et unités
La base abrite plusieurs escadrons ainsi que des unités de soutien spécialisées. Le No. 6 Squadron "Antelopes" est un escadron de transport qui opère des avions C-130 Hercules et CN-235. Le No. 10 Squadron "Bulls" est un escadron de ravitaillement en vol utilisant des Il-78. Le No. 12 Squadron "Burraqs" assure le transport VIP, prenant en charge les déplacements officiels du président, du Premier ministre et du chef d'état-major de l'air.
De plus, le No. 41 Squadron "Albatross", opère des avions légers comme le Harbin Y-12. Le No. 52 Squadron "Markhors" est un escadron de transport tactique utilisant des CN-235 et Beechcraft BKA-350i. La maintenance et la révision des avions C-130 sont assurées par le No. 130 Air Engineering Depot.
C'est aussi le quartier général de l'armée de l'air et du renseignement.

## Infrastructures
La piste est en asphalte orientée 12/30, d'une longueur de 3 291 mètres. Elle se situe à 508,4 mètres au-dessus du niveau de la mer. Son code IATA est NRK et son code ICAO est OPRN.

## Événements récents
Le 10 mai 2025, la base a été ciblée par des frappes aériennes indiennes lors d'une escalade des tensions entre l'Inde et le Pakistan. Des explosions ont été signalées à Rawalpindi, provoquant la panique parmi les résidents locaux. La base aérienne n'a pas été touché.